# 喜马拉雅崖爬藤
喜马拉雅崖爬藤（学名：Tetrastigma rumicispermum）是葡萄科崖爬藤属的植物。分布在不丹、越南、老挝、尼泊尔、印度、泰国、锡金以及中国大陆的云南、西藏等地，生长于海拔500米至2,450米的地区，多生在山坡或河谷林中。

## 异名
- Tetrastigma rumicispermum (Lawson) Planch. var. lasiogynum (W. T. Wang) C. L. Li